# Xenophora
Xenophora  é um gênero de moluscos gastrópodes marinhos pertencente à família Xenophoridae. Foi classificado por Johann Fischer von Waldheim, em 1807; e sua espécie-tipo, Xenophora conchyliophora, fora classificada por Ignaz Edler von Born, em 1780, denominada Trochus conchyliophorus. Sua distribuição geográfica abrange os mares tropicais, entre o mar do Caribe, o mar Mediterrâneo e o Japão, incluindo costas da região nordeste do Brasil.

## Descrição e etimologia
Suas espécies coletam conchas, pedras e outros detritos de seu habitat, anexando estes objetos às suas conchas em intervalos durante o seu crescimento; às vezes criando um padrão radial puro; ou uma confusão de entulho que as disfarça em seu meio. O nome Xenophora provém de duas antigas palavras gregas e significa "transportador (ou carregador) de estrangeiros".

Cinco vistas da concha de Xenophora pallidula (Reeve, 1842)[1]; espécime coletado nas Filipinas.

## Espécies deXenophora
Xenophora cerea (Reeve, 1845)
Xenophora conchyliophora (Born, 1780)
Xenophora corrugata (Reeve, 1842)
Xenophora crispa (König, 1825)
Xenophora flindersi (Cotton & Godfrey, 1938)
Xenophora granulosa Ponder, 1983
Xenophora japonica Kuroda & Habe, 1971
Xenophora mekranensis (Newton, 1905)
Xenophora minuta Z.-Y. Qi & X.-T. Ma, 1986
Xenophora neozelanica Suter, 1908
Xenophora pallidula (Reeve, 1842)
Xenophora peroniana (Iredale, 1929)
Xenophora senegalensis P. Fischer, 1873
Xenophora solarioides (Reeve, 1845)
Xenophora tenuis Fulton, 1938